# Harry Liversedge
Harry Bluett Liversedge (Volcano, 21 settembre 1894 – Bethesda, 25 novembre 1951) è stato un pesista e generale statunitense.
In campo sportivo era specializzato nel getto del peso ed ha conquistato una medaglia di bronzo alle Olimpiadi 1920. In ambito militare, invece, è stato membro del Corpo dei Marines dal 1917 al 1951.

## Palmarès

### Olimpiadi
- Bronzo a Anversa 1920 nel getto del peso.

### Giochi Interalleati
- Argento a Parigi 1919 nel getto del peso.